# Magnolia xinganensis
Magnolia xinganensis este o specie de plante din genul Magnolia, familia Magnoliaceae, descrisă de Hans Peter Nooteboom. Conform Catalogue of Life specia Magnolia xinganensis nu are subspecii cunoscute.